# 仲御徒町站
仲御徒町站（日语：／ Naka-okachimachi eki */?）是位於日本東京都台東區上野五丁目，屬於東京地下鐵日比谷線的鐵路車站。車站編號是H 17。

## 轉乘站
本站藉由站外連絡通道可與以下3站轉乘，此三站在營運上視為同一站。
- 東京地下鐵上野廣小路站 - 銀座線
- 東京都交通局（都營地下鐵）上野御徒町站 - 大江戶線
- 東日本旅客鐵道（JR東日本）御徒町站 - 京濱東北線、山手線

其中，日比谷線與大江戶線轉乘適用轉乘優惠。
2009年3月16日，仲御徒町、上野廣小路、上野御徒町各站與京成上野站、上野站之間的地下通道開通，但視為不同車站。

## 歷史
- 1961年3月28日：帝都高速度交通營團（營團地下鐵）日比谷線車站開業。
- 1994年（平成6年）3月：大廳拓寬、轉乘聯絡通道等車站改善工程動工。總工費約62億日圓。[3]。
- 2000年12月12日：都營大江戶線上野御徒町站開業，該站與本站開始轉乘業務。
- 2004年4月1日：營團地下鐵民營化，由東京地下鐵繼承本車站。

### 站名由來
站名源自於當時的地名「仲御徒町」。

## 車站構造
側式月台2面2線之地下車站。位於昭和通（國道4號）下方。
由於與銀座線的轉乘時間較長，因此在上野站轉車較方便。
因應連通大江戶線的車站改良工程中，增設上野側往剪票口的階梯、新設電扶梯、大廳拓寬、天花板、地板、牆壁整修。月台壁面加入插畫是日比谷線中次於秋葉原站的第二例。
廁所位於上野側付費區，男性用、女性用廁所在地下中2層，多功能廁所在地下1層。
3號出口對向設有直通自行車停車場的出入口。
北千住側有A線（中目黑方向）往B線（北千住方向）的單向橫渡線。

### 月台配置
| 月台 | 路線     | 目的地                   |
| ---- | -------- | ------------------------ |
| 1    | 日比谷線 | 銀座、六本木、中目黑方向 |
| 2    | 日比谷線 | 上野、北千住、南栗橋方向 |

（來源：東京地下鐵:構內圖 （页面存档备份，存于））

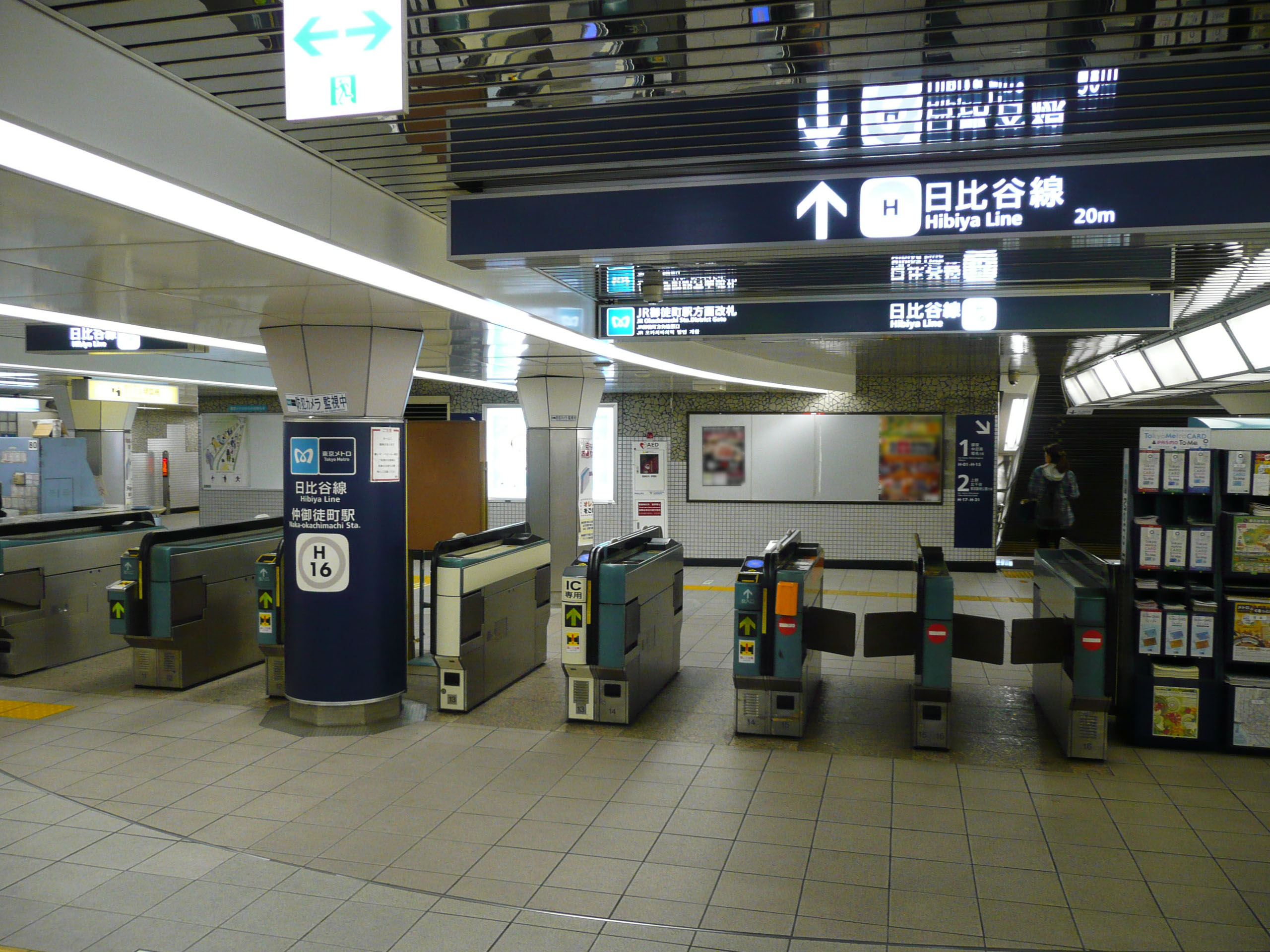
JR御徒町站方向剪票口（2010年5月）
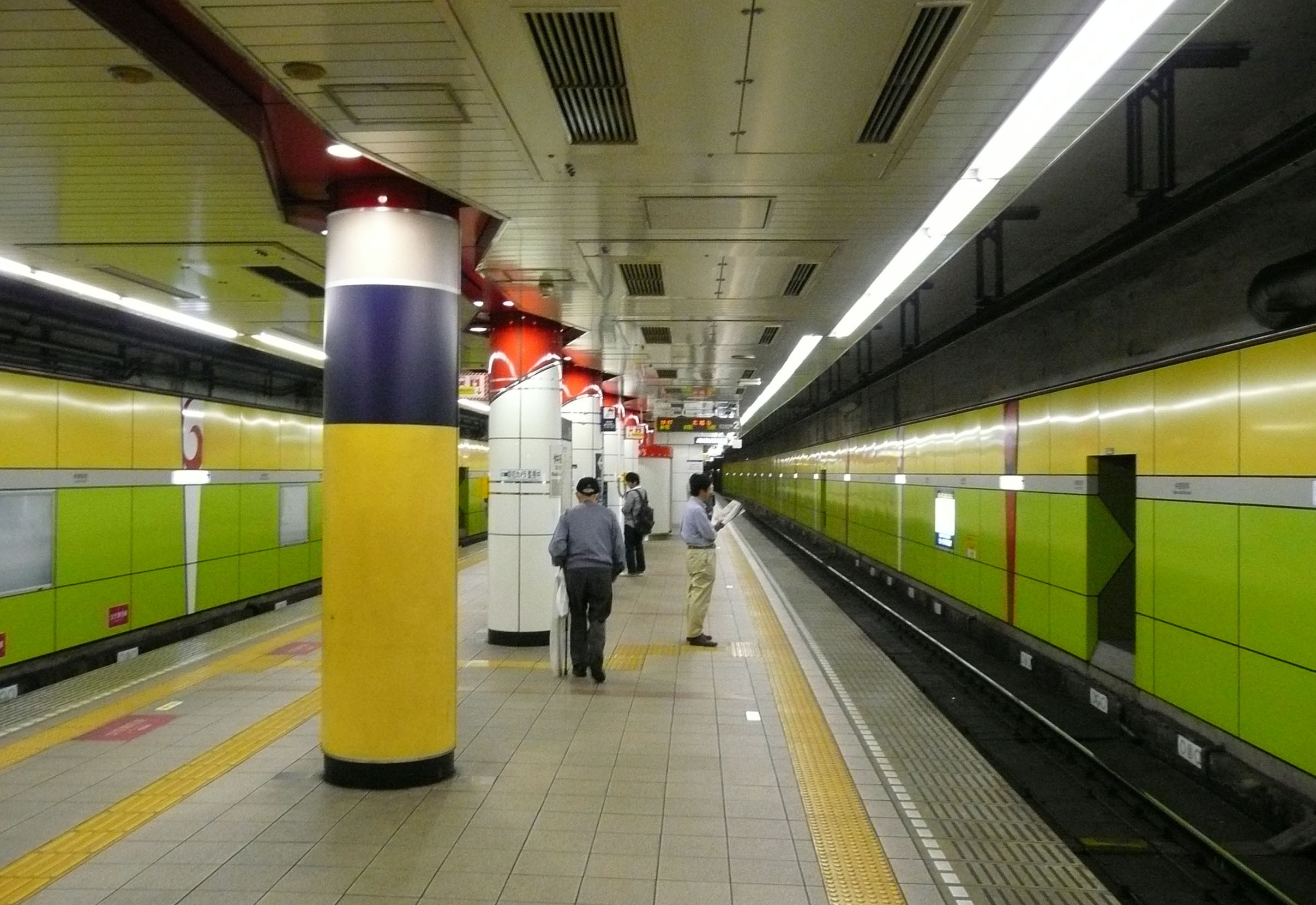
月台（2010年5月）

## 利用狀況
2017年度1日平均上下車人次為42,267人。數值不含銀座線上野廣小路站轉乘人次。
近年1日平均上下車、上車人次變化如下表。
| 年度               | 1日平均 上下車人次 | 1日平均 上車人次 | 來源     |
| ------------------ | ------------------ | ---------------- | -------- |
| 1992年（平成04年） |                    | 31,844           | [ * 1 ]  |
| 1993年（平成05年） |                    | 31,296           | [ * 2 ]  |
| 1994年（平成06年） |                    | 30,860           | [ * 3 ]  |
| 1995年（平成07年） |                    | 29,913           | [ * 4 ]  |
| 1996年（平成08年） |                    | 28,959           | [ * 5 ]  |
| 1997年（平成09年） |                    | 27,803           | [ * 6 ]  |
| 1998年（平成10年） |                    | 26,929           | [ * 7 ]  |
| 1999年（平成11年） |                    | 25,809           | [ * 8 ]  |
| 2000年（平成12年） | 53,256             | 25,458           | [ * 9 ]  |
| 2001年（平成13年） | 55,857             | 27,586           | [ * 10 ] |
| 2002年（平成14年） | 55,834             | 27,501           | [ * 11 ] |
| 2003年（平成15年） | 54,522             | 26,801           | [ * 12 ] |
| 2004年（平成16年） | 54,110             | 26,471           | [ * 13 ] |
| 2005年（平成17年） | 52,512             | 25,751           | [ * 14 ] |
| 2006年（平成18年） | 50,260             | 24,742           | [ * 15 ] |
| 2007年（平成19年） | 50,394             | 24,956           | [ * 16 ] |
| 2008年（平成20年） | 48,019             | 23,734           | [ * 17 ] |
| 2009年（平成21年） | 45,830             | 22,677           | [ * 18 ] |
| 2010年（平成22年） | 44,204             | 21,855           | [ * 19 ] |
| 2011年（平成23年） | 42,317             | 20,891           | [ * 20 ] |
| 2012年（平成24年） | 41,973             | 20,715           | [ * 21 ] |
| 2013年（平成25年） | 42,076             | 20,762           | [ * 22 ] |
| 2014年（平成26年） | 41,686             | 20,616           | [ * 23 ] |
| 2015年（平成27年） | 41,397             | 20,500           | [ * 24 ] |
| 2016年（平成28年） | 41,390             | 20,499           | [ * 25 ] |
| 2017年（平成29年） | 42,267             |                  |          |

## 車站周邊
- 多慶屋
- 中外旅行社
- 松坂屋上野店
- 吉池
- 上野Super Hotel

## 相鄰車站
東京地下鐵
 日比谷線
秋葉原（H 16）－仲御徒町（H 17）－上野（H 18）

### 來源
東京都統計年鑑
1. ↑  .   [2017-03-18]. （原始内容存档于2013-08-15）.
2. ↑  .   [2017-03-18]. （原始内容存档于2013-02-03）.
3. ↑  .   [2017-03-18]. （原始内容存档于2013-02-03）.
4. ↑  .   [2017-03-18]. （原始内容存档于2013-02-03）.
5. ↑  .   [2017-03-18]. （原始内容存档于2013-02-03）.
6. ↑  .   [2017-03-18]. （原始内容存档于2016-03-04）.
7. ↑  東京都統計年鑑（平成10年）PDF
8. ↑  東京都統計年鑑（平成11年）PDF
9. ↑  .   [2017-03-18]. （原始内容存档于2016-03-04）.
10. ↑  .   [2017-03-18]. （原始内容存档于2016-03-04）.
11. ↑  .   [2017-03-18]. （原始内容存档于2017-07-29）.
12. ↑  .   [2017-03-18]. （原始内容存档于2017-07-29）.
13. ↑  .   [2017-03-18]. （原始内容存档于2017-07-29）.
14. ↑  .   [2017-03-18]. （原始内容存档于2017-07-29）.
15. ↑  .   [2017-03-18]. （原始内容存档于2017-07-29）.
16. ↑  .   [2017-03-18]. （原始内容存档于2017-07-29）.
17. ↑  .   [2017-03-18]. （原始内容存档于2017-07-29）.
18. ↑  .   [2017-03-18]. （原始内容存档于2016-03-26）.
19. ↑  .   [2017-03-18]. （原始内容存档于2016-03-27）.
20. ↑  .   [2017-03-18]. （原始内容存档于2016-03-25）.
21. ↑  .   [2017-03-18]. （原始内容存档于2016-03-27）.
22. ↑  .   [2019-01-07]. （原始内容存档于2016-03-22）.
23. ↑  .   [2017-03-18]. （原始内容存档于2017-07-30）.
24. ↑  .   [2019-01-07]. （原始内容存档于2018-11-09）.
25. ↑  .   [2019-01-07]. （原始内容存档于2019-05-02）.

## 外部連結
- 仲御徒町/H17 | 路線・車站資訊 | 東京地下鐵